# Jakob Thelle
Jakob Solgaard Thelle (Tønsberg, 10 dicembre 1999) è un pallavolista norvegese, palleggiatore della Plessis-Robinson.

## Carriera

### Club
La carriera di Jakob Thelle inizia nel settore giovanile del ToppVolley Norge, dove gioca per tre annate, esordendo in Eliteserien con la prima squadra del club nella stagione 2017-18. Si trasferisce quindi negli Stati Uniti d'America, partecipando alla NCAA Division I con la Hawaii dal 2019 al 2023: nelle cinque annate coi Rainbow Warriors disputa quattro finali nazionali, vincendo due titoli e ottenendo numerosi riconoscimenti individuali, tra i quali spicca quello di National Player of the Year; nel 2020 torna brevemente in patria, disputando alcune partite dell'Eliteserien 2020-21 con il Koll, poi cancellata a causa della pandemia di COVID-19 in Norvegia.
Nella stagione 2023-24 approda in Italia grazie all'ingaggio da parte della Lube, in Superlega, mentre in quella successiva è in Francia, al Plessis-Robinson, in Ligue A.

### Nazionale
Fa parte delle selezioni giovanili norvegesi, partecipando alle qualificazioni al campionato europeo under 20 2016, alle qualificazioni al campionato europeo under 19 2017, alle qualificazioni al campionato europeo under 20 2018.
Nel 2017 debutta in nazionale maggiore in occasione di un incontro delle qualificazioni europee al campionato mondiale 2018.

## Palmarès

### Club
- NCAA Division I: 2

2021, 2022

### Premi individuali
- 2021 - NCAA Division I: Columbus National All-Tournament Team
- 2022 - All-America First Team
- 2022 - NCAA Division I: Los Angeles National All-Tournament Team
- 2023 - National Player of the Year
- 2023 - All-America First Team
- 2023 - NCAA Division I: Fairfax National All-Tournament Team